# جرمی یانگ
جرمی یانگ (انگلیسی: Jeremy Young؛ زادهٔ ۱۹۳۵ – ۹ آوریل ۲۰۲۲) یک هنرپیشه اهل بریتانیا بود.
وی بازیگر فیلم‌هایی همچون دکتر هو، جنون و پوآرو بوده‌است.